# Шовная контактная сварка

Конструктивные элементы сварных соединений, выполненных контактной шовной сваркой: s и s_{1} — толщина детали; d — расчетный диаметр литого ядра точки или ширина литой зоны шва; h и h_{1} — величина проплавления; g и g_{1} — глубина вмятины; l — длина литии зоны шва; f —величина перекрытия литых зон шва; l_{1} — длина не перекрытой части литой зоны шва;

Шо́вная конта́ктная сва́рка, также встречается название Роликовая сварка — сварочный процесс, при котором детали соединяются швом, состоящим из ряда отдельных сварных точек (литых зон), частично перекрывающих одна другую и образующих герметичный шов.

## Общие сведения
Шовная сварка осуществляется на специальных сварочных станках с двумя (или одним) вращающимися дисковыми роликами-электродами, которые плотно сжимают, прокатывают и сваривают соединяемые детали. Толщина свариваемых листов колеблется в пределах 0,2—3 мм. Применяется при изготовлении различных емкостей, где требуются герметичные швы — бензобаки, трубы, бочки, сильфоны и др.
Частным случаем этого вида сварки является шовная конденсаторная сварка.

## Технология

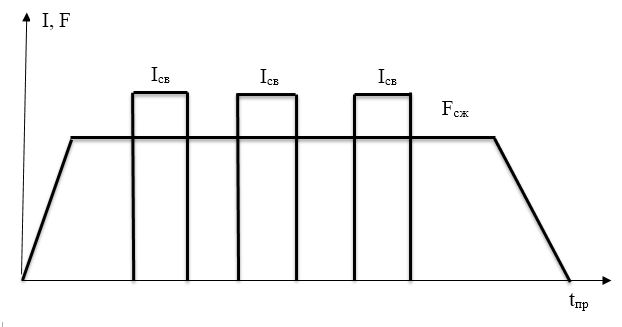
Циклограмма прерывистой шовной сварки

Шовная сварка является разновидностью контактной сварки, поэтому в основу её технологии заложены тепловое воздействие электрического тока по закону Джоуля — Ленца и усилие сжатия свариваемых деталей.
Существует три способа выполнения шовной сварки: непрерывная, прерывистая и шаговая.
Непрерывная шовная сварка осуществляется при непрерывном движении деталей и непрерывном протекании сварочного тока. Толщина свариваемых листов, как правило, не превышает 1 мм. Применяется редко из-за перегрева сварочных роликов и свариваемых деталей, невысокого качества сварки и относительно низкой стойкости электродов. Используется для сварки неответственных изделий из малоуглеродистых сталей.
Прерывистая шовная сварка осуществляется при непрерывном движении деталей и прерываемом включении сварочного тока. Герметичность швов, обеспечиваемая перекрытием литых ядер сварных точек, достигается сбалансированным соотношением скорости вращения роликов и частоты импульсов тока. Толщина свариваемых листов — до 3 мм. Способ прерывистой шовной сварки получил наибольшее распространение благодаря меньшему перегреву роликов и заготовок.
Шаговая шовная сварка осуществляется в ходе прерывистого движения деталей (на шаг), с помощью больших величин сварочного тока, включаемого в момент остановки роликов. Характеризуется наименьшим перегревом роликов и заготовок. Толщина свариваемых листов — до 3 мм. Применяется для сварки алюминиевых сплавов и плакированных металлов.
Желательный диаметр электродов 150—200 мм, так как при меньшем диаметре увеличивается их износ. При сварке металлов толщиной менее 0,5 мм применяют электроды диаметром 40—50 мм. Для изготовления электродов для точечной и роликовой сварки используется медь марки М1, кадмиевая, хромистая, бериллиевая бронзы и другие сплавы.